# Ban (制汗デオドラント)
Ban（バン）は、ライオンから発売されている制汗デオドラント製品である。1962年7月発売。
アメリカ合衆国で最初に発売され、その後日本でライセンス生産されるようになった。現在、アメリカ・カナダにおいては、花王の現地法人が販売している。

## 商品概要・歴史
- 1962年7月 - 「ban」発売開始。
当初はロールオンタイプで、現在のブリストル・マイヤーズ スクイブ社と技術・商標契約を締結し、同社との提携を行う形で展開されていた。当初のパッケージは米国とほぼ同じで、成人女性を対象としたエチケット用品。現在もほぼおなじ形状で販売されている[1]。1998年の事業再編による制汗デオドラント剤事業のチャッテム社への売却の際も当社との提携で一定の成果があった日本においては対象から除外されていた[2]。
- 1967年3月 - 『バンスプレー』発売。
パウダースプレー式で手軽に使えるようになり、女子学生、特にスポーツ部員の間で人気となり想定外のユーザーを獲得[1]。
- 1976年2月 - 『ニューバン16 パウダースプレー』発売。
製品ラインを分離。16歳前後の顧客に訴求力をもたせる、明るいデザイン、数年毎の更新、女性アイドル起用のCM、「使っていることが知られると恥ずかしい」というイメージの払拭めざす。消臭に重きをおいた従来スプレーも並行販売するが、のちに、1987年にはban16の売り上げがブランド全体の約8割を占める[1]。
- 1982年 - 『バンスプレー』を改良。
成人向けは16との差別化のため、清涼感、消臭機能を強調し、医薬品のようなクールな配色のパッケージとなる。
- 1985年3月 -『バンスティック』発売。スティックタイプ。
「Ban」表記となる。若年むけ16スプレーは、4種の香りを選べるファッション小物性を強調[1]。
- 1986年3月 -『バン パウダースプレー』デオドラントスプレー発売。
成人向けも女性に向けたやわらかな配色と丸みのある形状に変更[1]。
- 1988年8月 - スティックタイプ『バンスティック』にソフトフレグランスとノンフレグランスを追加
- 1995年2月 - 『バン16 パウダースプレー』と『バン パウダースプレー』が統合され『バンセレクト パウダースプレー』に、『バンスティック』を『バンセレクト スティック』にそれぞれ改称
当初は制汗消臭市場を独占していたが、この時期には「8x4」やその他の競合製品が台頭しシェア低下。2商品ライン上の多製品の開発・販売の煩雑さや重複解消のため統合したのが「バンセレクト」。しかし旧製品の2つのユーザー層どちらつかずの対象設定が、その後も続く低迷の一因となる[1]。
- 1996年2月 - 『クール&ドライバン』発売。男性用デオドラントスプレー
- 1997年2月 - 『バンセレクト スティック』改良（組成変更）、足用スプレータイプ『バン 素足さらさら』発売。
- 1998年2月 - 『バンセレクト パウダースプレー』改良（キャップ一体型のワンタッチキャップが採用され、デザインを刷新。移動中にキャップが外れバッグが汚れるリスクへも対応[1]）、『バンセレクト ロールオン』改良（容器とデザインを変更）、『バン 素足さらさら』に大サイズ（90g）を追加発売。
- 1999年2月 - 『バンセレクト ロールオン』、『クール&ドライバン』改良（セレクト ロールオンは香調が追加されデザインを変更、クール&ドライバンは容器とデザインが変更された）。
- 2000年3月 - 『バンセレクト スティック』改良（デザイン変更）
- 2001年
  - 2月 - 『バンセレクト パウダースプレー』、『バン 素足さらさら」改良（いずれもデザインが変更され、セレクト パウダースプレーは組成も変更。素足さらさらはワンタッチキャップが採用された）。
  - 12月31日 - ブリストル・マイヤーズ スクイブ社から日本国内における商標権及びその他すべての知的財産を買収により取得。これにより、日本国内での「Ban」はライオン独自で展開するようになる[3]。
- 2002年
  - 2月 -  『バンセレクト ロールオン』・『バン 男性用ロールオン』改良（デザインを変更し、『バンセレクト ロールオン』のレモンライムをグリーンレモンへ改称）
  - 2月23日 - 
    - 『クール&ドライバン』改良（内容量が120gに増量され、デザインを変更、清涼感の持続性を向上、アクアムスクを追加）
    - 乳液タイプのロールオン『バン 薬用ロールオン』発売
    - 『バンセレクト パウダースプレー』にベビーパウダーの香りを、『バンセレクト スティック』にせっけんの香りをそれぞれ追加発売。

  - 3月16日 - ボディ用日焼け止めシート『バン UVシート』発売
- 2003年2月8日 - 
  - 『バン パウダースプレー』改良

独自開発の「超ドライパウダー（高多孔質マグネシア・シリカ）」配合、デザイン変更、グレープフルーツとグリーンティーを追加して6種類に整理。ブランドロゴを「Ban」に戻し、イタリア人デザイナー・ピエルパオロ・ピタッコに依頼した大人向けデザインに変更。1999年の男女雇用機会均等法の改正を背景に、働く機会の増えた女性にも受け入れられる[1]
  - 天然フラボノイド（クワエキス・クララエキス）を配合した『バン ゼロ 薬用デオドラントスプレー』発売
  - 『バン 素足さらさら』に特大サイズ（135g）追加
- 2004年1月31日
  - 『バン パウダースプレー』、『バン パウダーシート』、『バン ロールオン』改良

パウダースプレーは「汗センサーパウダー（エリスリトール含浸パウダー）」配合、フレッシュピーチの香りの追加、ヘアライン加工の新デザイン採用
  - 『薬用バンゼロ デオドラントスプレー』を改良（「新ラスティング処方」が採用される）。同時に、『バン 薬用ロールオン」がクワエキスとクララエキスの追加配合により『薬用バンゼロ デオドラントローション』に、『バン 素足さらさら』はクララエキスの追加配合により『薬用バンゼロ フットデオドラントスプレー』にそれぞれ改称の上リニューアル
- 2005年
  - 1月29日 -
    - 『薬用バンゼロ』シリーズ（デオドラントスプレー・デオドラントローション・フットデオドラントスプレー）を改良

パッケージデザインが変更されたほか、デオドラントスプレーにはリフレッシュマリンノートとヒーリンググリーンノートが追加された
    - 『薬用バンゼロ デオドラントミスト』、『メンズバンゼロ デオドラントスプレー』発売

  - 2月19日 - 20g入りの小容量サイズ『バンプチスプレー』を期間限定発売
- 2006年2月1日 -
  - シリーズ4アイテム（パウダースプレー・パウダーシート・ロールオン・パウダースティック）を改良

デザインを変更、パウダースプレーは「ナノテクカラッとパウダー」を採用し、ワイルドストロベリーとクリアシトラスを追加。パウダーシートはエンボス加工を施した「ワッフルシート」を採用
  - 『メンズバンゼロ デオドラントスプレー』にスタイリッシュソープノートを追加
  - 男性向け顔用シート『メンズバンゼロ フェイスリフレッシュシート』発売
- 2007年2月7日 - 従来の『バン』シリーズ・『薬用バンゼロ』シリーズのラインナップを整理・統合した『new Ban』シリーズ（デオドラントパウダースプレー・リフレッシュパウダーシート・デオドラントロールオン・デオドラントパウダースティック・フットデオドラントスプレー）発売
ローズマリーエキスとオトギリソウエキスを追加したほか、デオドラントパウダースプレーは香りのラインナップが一部変更され、新たにウォーターリリーとアップルライチを加えた8種類となる。メタリック地に小さなロゴと鋭角的な形状をつかい、科学・機能性を強調するデザインを採用したが、店頭で見づらく埋没するなど失敗[1]。デオドラントロールオンは植物エキスを6倍高濃度配合したミルキータイプ（無香性）が追加された
- 2008年2月6日 -
  - フットデオドラントスプレーを除く既存アイテムもパッケージデザインをリニューアル
  - 『new Ban デオドラントミスト』発売
  - 『new Ban リフレッシュパウダーシート』に無香料を追加発売
- 2009年2月16日 - 6アイテムで全面刷新を行い、『Ban』シリーズとなる
デオドラントパウダースプレーはロゼチェリーとアップルバニラを追加。デザインは、先述の反省から丸みある形状と白地に大きなロゴとなる。また、リフレッシュシャワーシートは肌あたりが柔らかい「ソフトメッシュシート」を新採用するとともに、シートを大判サイズに変更し2枚に切り分けられるミシン目を追加。香りのラインナップを4種類に整理された
- 2010年
  - 2月 -
    - 『Ban デオドラントパウダースプレー』改良（ロングラスティング香料採用）
    - 『Ban リフレッシュシャワーシート』にウォーターリリーを追加
    - 『Ban 薬用デオドラントロールオン 高濃度ミルキータイプ』ロールオンタイプ改良（デザインを変更）

  - 3月17日 - 『Ban 薬用デオドラントスプレー 高密度タイプ』、『Ban 薬用デオドラントシート 高濃度タイプ』発売。薬用デオドラントシート 高濃度タイプは女性向け汗ふきシートで初めて制汗成分と殺菌成分を配合
- 2011年2月9日 - 
  - 『Ban デオドラントパウダースプレー』、『Ban さっぱりシャワーシート』、『Ban デオドラントロールオン』改良

3アイテム共通でスタイリッシュさと機能表現として黒とナノイオン消臭を表現した星形のパッケージデザインを採用。清涼感を感じさせないとされる黒は異例の採用だったが売り上げは増加[1]。デオドラントパウダースプレーは酸化亜鉛を配合した「ナノイオン消臭」を採用。香りはカクテルフルーツを追加。さっぱりシャワーシートは汗のベタつきやニオイの元まで吸着する「ナノイオン吸着パウダー」を配合。デオドラントロールオンは「ナノイオン殺菌」を採用した
  - スティックタイプ『Ban 薬用デオドラントスティック 高密度処方』発売
- 2012年
  - 2月8日 -
    - 『Ban 爽感さっぱりシャワーシート』、『Ban デオドラントロールオン』改良[4]

爽感さっぱりシャワーシートは厚みが増し、エンボス加工を施した「厚手×立体メッシュシート」が採用され、リフレッシュウォーターを増量。デオドラントロールオンは高密着処方が採用され、容器がガラスからプラスチックへ変更、内容量が増量される
    - 『Ban デオドラントパウダースプレー』には新しい香りとしてピンクプルメリアの香りとアクアスパークルの香りを追加した（これに伴い、ベビーパウダーの香りとカクテルフルーツの香りは製造終了）

  - 4月19日 - 『Ban デオドラントパウダースプレー』（135g）と『Ban デオドラントロールオン』にディズニーデザイン限定パッケージを数量限定で発売。
- 2013年2月13日 - 
  - ウォータータイプ『Ban シャワーデオドラント』発売[5]。
  - 『トレンドコレクション』開始。『Ban デオドラントパウダースプレー』にその年や時期のトレンドを捉えた香り・カラー・デザインを採用した期間限定商品。第1弾として、「ハピネスドール（華やかなピンクローズの香り）」・「プレシャスレディ（可憐なホワイトブーケの香り）」・「シャイニーウーマン（すがすがしいピュアジャスミンの香り）」の3種類を発売（これに伴い、ピンクプルメリアの香り、ロゼチェリーの香り、アクアスパークルの香りは製造終了）[6]
- 2014年2月12日 -
  - 「ナノイオンブロック効果」を採用したロールオンタイプ『Ban 汗ブロックロールオン』発売[7]。2015年6月時点で累計販売個数が500万個を突破する大ヒットなる[1][8]
  - 『Ban シャワーデオドラント』に清涼成分を配合した「クールタイプ」2種を追加発売し、既存品もパッケージリニューアル[9]
  - 『Ban デオドラントパウダースプレー トレンドセレクション』の第2弾として、「可憐なフルーティフローラルの香り」、「魅惑のセクシーフローラルの香り」、「清楚なピュアフローラルの香り」の3種類を発売（これに伴い、2013年2月発売の『トレンドコレクション』3種は製造終了）[10]
- 2015年2月12日 -
  - 『Ban デオドラントパウダースプレー トレンドセレクション』の第3弾として、「ロマンティックフローラルの香り」、「スウィートフローラルの香り」、「リフレッシュフローラルの香り」の3種類を発売（これに伴い、2014年2月発売の『トレンドコレクション』3種は製造終了）[11]
  - 『Ban シャワーデオドラント』に、ローズフレグランス調の香りを採用した新ライン「&PINK」2種を発売[12]（なお、本品の発売に伴い、微香性（アクアの香り）とシトラスの香りは製造終了）
  - 　ロールオンタイプの制汗剤『Ban ニオイブロックロールオン』発売[13]
  - 『Ban 汗ブロックロールオン』に「せっけんの香り」を追加発売[14]
- 2016年
  - 2月10日 -
    - 『Ban デオドラントパウダースプレー トレンドセレクション』の第4弾として、「リッチフローラルの香り」、「ブリリアントフローラルの香り」、「クリアフローラルの香り」の3種類を発売[15]（これに伴い、2015年2月発売の『トレンドコレクション』3種は製造終了）
    - ロールオンタイプの制汗剤『Ban 汗ブロックロールオン プレミアムラベル』発売。「ナノブロックイオン効果」に「耐水皮膜成分」を配合した処方を採用[16]
    - 『Ban シャワーデオドラント』にフローラル系の香りを採用した新ライン「&Rich」2種を発売[17]（これに伴い、『Ban シャワーデオドラント クールタイプ』は製造終了）
    - 『Ban デオドラントパウダースプレー』4種、『Ban シャワーデオドラント』3種、『Ban 爽感さっぱりシャワーシート』をパッケージリニューアル（これに伴い、『Ban デオドラントパウダースプレー』の「クリアシトラス」は製造終了）

  - 4月1日 -
    - 『Ban 爽感さっぱりシャワーシート』に、『Ban シャワーデオドラント &Rich』の香りとデザインを採用した数量限定品「&PINK エレガントローズの香り」、「&PINK フェミニンフローラルの香り」を発売（徳用サイズの36枚入りのみの設定）[18]
- 2017年2月8日 -
  - 『Ban 汗ブロックスティック プレミアムラベル』発売[19]
  - 『Ban 汗ブロックロールオン プレミアムラベル』に「せっけんの香り」を追加発売[20]
  - 『Ban 爽感さっぱりシャワーシート』に「スパークリングフローラルの香り」を追加発売するとともに、既存の4香調も「さらさらパウダー」の改良と清涼剤の増量を行いリニューアル[21]（これに伴い、クリアシトラスの香りは製造終了）
- 2018年2月7日 - 
  - 『Ban 爽感さっぱりシャワーシート』にノンパウダータイプ2種（シトラスフローラルの香り、ホワイトフローラルの香り）を[22]、『Ban 汗ブロックロールオン プレミアムラベル』に「男性用」をそれぞれ追加発売[23]
  - なお、同時期に『Ban デオドラントパウダースプレー』、『Ban シャワーデオドラント』、『Ban フットデオドラントスプレー』が製造終了となったことで、ロールオンタイプを主体とする直塗り型のデオドラント剤と汗ふきシートのみに集約されることになった
- 2019年
  - 2月6日 - 『Ban 汗ブロック足用ジェル』を発売[24]。同時期に『Ban 汗ブロックスティック プレミアムラベル』は「耐水皮膜成分WAX（架橋型メチルフェニルポリシロキサン-2(基剤)）」が追加配合されリニューアル[25]
  - 4月1日 - 『Ban 爽感さっぱりシャワーシート』に、冷感ウォーターとナノイオン吸着パウダーを配合した「クールタイプ」2種（クールシトラスの香り、クールフローラルの香り）を数量限定で発売[26]
- 2020年
  - 2月5日 -
    - 『Ban 汗ブロック』シリーズのラインナップが一新され、ウォータープルーフ処方を採用し、「ハーモナイズド香料」とニオイ吸着性分のヒドロキシプロピル-β-シクロデキストリンを配合した『Ban 汗ブロックロールオン プレミアムゴールドラベル』、『Ban 汗ブロックスティック プレミアムゴールドラベル』[27]、ウォータープルーフ処方に加えて高密着成分の無水硫酸Naを配合した『Ban 汗ブロック プラチナロールオン』[28] の3種類を発売
    - 『Ban 爽感さっぱりシャワーシート』をリニューアル[29]

ノンパウダータイプ（ホワイトフローラルの香り、シトラスフローラルの香り）はパッケージデザインを変更、せっけんの香りとウォーターリリーの香りは処方とパッケージデザインが変更されて「パウダーinタイプ」へ移行し、2019年4月に数量限定品として発売された「クールタイプ」をレギュラー品に格上げ（格上げに際し、クールシトラスの香りはシトラスクーラーの香りに、クールフローラルの香りはフローラルクーラーの香りにそれぞれ香調名を変更）され、3タイプとなった
  - 4月1日 - 『Ban 爽快さっぱりシャワーシート クールタイプ』の数量限定品3種（桜の香り、柚子の香り、緑茶の香り）を発売[30]
- 2021年1月 - 『Ban 汗ブロック プラチナロールオン』改良（パッケージデザインを変更、香料としてユーカリエキスを追加配合）[31]
- 2022年
  - 1月 - 『Ban 汗ブロック プラチナロールオン』、『Ban 汗ブロックロールオン プレミアム』改良（パッケージデザインが変更され、汗ブロックロールオン プレミアムゴールドラベルは汗ブロックロールオン プレミアムへ改称）[32]
  - 2月9日 - 『Ban 汗ブロックスティック プレミアムゴールドラベル』を『Ban 汗ブロックスティック プレミアム』へ改称・リニューアル（ハーモナイズド香料を配合し、パッケージデザインを変更）[32]
  - 2月16日 - 『Ban さっぱり感PREMIUMシート』発売[33]
従来の『Ban 爽快さっぱりシャワーシート』の後継製品となり、メイク落としシートにも使用されているマイクロ繊維を使用した「新・なめらかシート」を採用し、シートの厚みを増して大判化。シートに含侵される液量を増量した。ラインナップも一部変更となり、「パウダーinタイプ」は従来品から継承したウォーターリリーの香りとせっけんの香りから改称したクリーンソープの香りの2種類。「ノンパウダータイプ」はフレッシュフローラルの香り1種類に集約。「クールタイプ」はシトラスクーラーの香りはひんやりシトラスの香りに、フローラルクーラーの香りはひんやりフローラルの香りにそれぞれ改称するとともに、ナチュラルソープの香りを追加した3種類となった。内容量は36枚から30枚に減容された。

## 製品一覧
現行製品
Ban さっぱり感PREMIUMシート
シートタイプ。さらさらパウダーとさらさらリキッドを配合したパウダーinタイプ、清涼成分入りの冷却ウォーターを含ませたクールタイプ、パウダー無配合としたノンパウダータイプの3タイプが用意される。
パウダーinタイプ クリーンソープの香り
パウダーinタイプ ウォーターリリーの香り
クールタイプ ナチュラルソープの香り
クールタイプ ひんやりシトラスの香り
クールタイプ ひんやりフローラルの香り
ノンパウダータイプ フレッシュフローラルの香り
Ban 汗ブロック プラチナロールオン【医薬部外品】
ロールオンタイプ（ナノイオン制汗成分ACH(クロルヒドロキシアルミニウム)+殺菌成分IPMP(イソプロピルメチルフェノール)配合、ウォータープルーフ+高密着処方採用）
無香性
せっけんの香り
Ban 汗ブロックロールオン プレミアム【医薬部外品】
ロールオンタイプ（ナノイオン制汗成分ACH(クロルヒドロキシアルミニウム)+殺菌成分IPMP(イソプロピルメチルフェノール)配合、ウォータープルーフ処方採用）
無香性
せっけんの香り
Ban 汗ブロックスティック プレミアム【医薬部外品】
スティックタイプ（ナノイオン制汗成分ACH(クロルヒドロキシアルミニウム)+殺菌成分イソプロピルメチルフェノール+消臭成分酸化亜鉛配合、ウォータープルーフ処方採用）。無香性のみ。
Ban 汗ブロック 足用ジェル【医薬部外品】
ジェルタイプ（ナノイオン制汗成分ACH(クロルヒドロキシアルミニウム)+殺菌成分IPMP(イソプロピルメチルフェノール)+耐水被膜成分配合）。ほのかなハーブの香り。
Ban 汗ブロックロールオン プレミアムラベル 男性用【医薬部外品】
男性向けロールオンタイプ（ナノイオン制汗成分ACH(クロルヒドロキシアルミニウム)+殺菌成分IPMP(イソプロピルメチルフェノール)+耐水被膜成分配合）
無香性
マイルドソープの香り
Ban ニオイブロックロールオン【医薬部外品】
従来発売されていた「Ban デオドラントロールオン」後継のロールオンタイプ（ナノイオン殺菌成分ベンザルコニウム塩化物配合）。
無香性
せっけんの香り
Ban デオドラントロールオン 高濃度ミルキータイプ【医薬部外品】
ロールオンタイプ（制汗成分ACH(クロルヒドロキシアルミニウム)+殺菌成分IPMP(イソプロピルメチルフェノール)配合）。無香性タイプ。
バン ロールオン【医薬部外品】
発売当初からラインナップされており、55年以上を経た現在も発売されているロングセラー製品。ローションタイプ（制汗成分ACH(クロルヒドロキシアルミニウム)配合）。
バン 男性用ロールオン【医薬部外品】
発売から40年以上つづくロングセラー製品（制汗成分ACH(クロルヒドロキシアルミニウム)+殺菌成分IPMP(イソプロピルメチルフェノール)配合）。シトラスの香り（微香タイプ）。なお、前述した「Ban 汗ブロックロールオン プレミアムラベル 男性用」が発売されるまで、「Ban」の男性向け製品は当製品のみであった。
製造終了品
バン16
薬用バンゼロ デオドラントスプレー【医薬部外品】
Ban 薬用デオドラントスプレー 高密度タイプ【医薬部外品】
2012年2月製造終了。
Ban デオドラントパウダースプレー【医薬部外品】
スプレータイプ。前身商品から長らく発売され、2013年からはその時期のトレンドの香り・カラー・デザインを掛け合わせたスペシャルライン『トレンドセレクション』も設定されていたが、2018年2月に全種類の製造が終了された。
薬用バンゼロ デオドラントミスト【医薬部外品】
Ban デオドラントミスト【医薬部外品】
2012年2月製造終了。
バン ボディフレッシュ
Ban シャワーデオドラント【医薬部外品】
トリガー式容器を採用したウォータータイプ。「&COOL」は2016年3月製造終了、レギュラーライン・「&PINK」・「&RICH」は2018年2月製造終了。
Ban デオドラントロールオン【医薬部外品】
「Ban ニオイブロックロールオン」に継承
薬用バンゼロ デオドラントロールオン【医薬部外品】
「Ban 薬用デオドラントロールオン 高濃度ミルキータイプ」に継承
Ban デオドラントスティック【医薬部外品】
「Ban 薬用デオドラントスティック 高密度処方」の発売に伴い製造終了。
Ban 薬用デオドラントスティック 高密度処方【医薬部外品】
2017年3月製造終了。なお、「Ban 汗ブロックスティック プレミアムラベル（現・Ban 汗ブロックスティック プレミアム）」が実質的な後継製品となる。
Ban 薬用デオドラントシート 高濃度タイプ【医薬部外品】
2013年3月製造終了
Ban 汗ブロックロールオン【医薬部外品】
無香料とせっけんの香りの2種類が設定されていた。「Ban 汗ブロックロールオン プレミアムゴールドラベル（現・Ban 汗ブロックロールオン プレミアム）」へ統合のため、2020年2月製造終了。
Ban 汗ブロックロールオン プレミアムラベル【医薬部外品】
「Ban 汗ブロックロールオン」の処方をベースに、耐水皮膜成分と「マイナスイオンポリマー（クロトン酸・VA・ネオデカン酸ビニル共重合体(基剤)）」を配合したロールオンタイプ。無香料とせっけんの香りの2種類が設定されていた。「Ban 汗ブロックロールオン プレミアムゴールドラベル（現・Ban 汗ブロックロールオン プレミアム）」へ移行のため、2020年3月製造終了。
Ban 汗ブロックスティック プレミアムラベル【医薬部外品】
スティックタイプ（ナノイオン制汗成分ACH(クロルヒドロキシアルミニウム)+ナノイオン殺菌成分ベンザルコニウム塩化物+耐水被膜成分WAX(架橋型メチルフェニルポリシロキサン-2)配合）。本品は無香料のみの設定だった。「Ban 汗ブロックスティック プレミアムゴールドラベル（現・Ban 汗ブロックスティック プレミアム）」へ移行のため、2020年3月製造終了。
Ban 汗ブロックロールオン プレミアムゴールドラベル【医薬部外品】
ロールオンタイプ（ナノイオン制汗成分ACH(クロルヒドロキシアルミニウム)+殺菌成分IPMP(イソプロピルメチルフェノール)配合、ウォータープルーフ処方採用）。無香性とせっけんの香りの2種類が設定されていた。「Ban 汗ブロックロールオン プレミアム」へ移行のため、20222年1月製造終了。
Ban 汗ブロックスティック プレミアムゴールドラベル【医薬部外品】
スティックタイプ（ナノイオン制汗成分ACH(クロルヒドロキシアルミニウム)+ナノイオン殺菌成分ベンザルコニウム塩化物配合、ウォータープルーフ処方採用）。本品は「無香性」のみの設定だった。「Ban 汗ブロックスティック プレミアム」へ移行のため、2022年2月製造終了。
Ban 爽感さっぱりシャワーシート
ボディ用汗ふきシート。2020年2月のリニューアルを機に容量を大容量タイプの36枚のみに集約され、一部の香調に設定されていた10枚入りを廃止した。「さっぱり感PREMIUMシート」へ移行のため、2022年2月製造終了。
バン 素足さらさら【医薬部外品】
Ban フットデオドラントスプレー【医薬部外品】
足用デオドラントスプレー。2018年2月製造終了。
バン フォーメン
クール&ドライバン【医薬部外品】
メンズバンゼロ デオドラントスプレー【医薬部外品】
メンズバンゼロ フェイスリフレッシュシート

## CM
歴代CM出演タレント
- 石野真子
- 井森美幸
- 橋本美加子
- 江戸真樹
- 富田靖子
- 酒井法子
- 蓮舫
- 安室奈美恵
- 瀬戸朝香
- 酒井美紀
- 榎本加奈子
- 片瀬那奈、後藤理沙、椎名法子 （2000年3月 - 2001年）
- 後藤真希 （2003年2月8日 - 2004年）
- 大塚愛 （2005年3月1日 - 2006年2月）
- 速水もこみち （2006年3月1日 - 2007年3月）
- LIZA （2007年3月 - 2008年2月）
- ほしのあき （2008年3月1日 - 2009年2月）
- 加藤ローサ （2009年3月1日 - 2010年）
- 藤井リナ （2011年2月9日 - 2012年）
- 富永愛 （2012年3月14日 - 同年9月）
- 道端アンジェリカ （2013年3月8日 - 2014年2月）
- トリンドル玲奈（2014年3月14日 - 2016年2月）
- 沢尻エリカ（2016年2月10日 - 2017年）
- 中村アン（2018年2月22日 - 2019年）
- 泉里香[34]（2020年2月5日 - 2020年12月）
- 河北麻友子[35]（2021年3月12日 - 2021年12月）
- 藤田ニコル[36]（2022年3月 - 現在）

## 競合商品
- 8×4（花王） - このシリーズの対抗商品
- エージーデオ24（資生堂）
- レセナ（ユニリーバ・ジャパン）